# Telebasis vulcanoae
Telebasis vulcanoae – gatunek ważki z rodziny łątkowatych (Coenagrionidae). Występuje we wschodniej Brazylii – stwierdzono go w stanach Minas Gerais i Bahia.